# Carisia Nesis Scirtus
 (janvier 2024).
Carisia Nesis Scirtus, affranchi de Gaius, était un Aurige (agitator), tout comme Dioclès. Contrairement à ce dernier, il a concouru pour une seule faction : les Blancs (albata). Il participa à plusieurs courses de quadriges sous différents consulats. Il remporta 11 fois la première place dont 4 lors de courses dites « recommencées » (revocatus). Il termina sinon 39 fois à la deuxième place et 60 fois à la troisième place. Il sortit également victorieux d'une course de chars attelés à 6 chevaux (seiuges).

## Sources
CIL VI, 10051[Quoi ?]
ILS, 5283[Quoi ?]